# 프리메라 B 메트로폴리타나
프리메라 B 메트로폴리타나(Primera B Metropolitana, 또는 프리메라 B Primera División B)는 아르헨티나 축구의 3부 리그이다. 아르헨티나 축구협회(AFA)에 직접 가맹된 수도권의 21개의 팀이 참여하고 있다.

## 역사
프리메라 B는 1985년까지 아르헨티나 축구 2부 리그로써 역할을 해 왔으나, AFA에 직접 가맹되지 않고 각 지역협회에 가맹된 지방팀(Equipos indirectamente afiliados)들도 프리메라 디비시온에 참가하게 되면서, 1986년 새로운 2부 리그인 프리메라 B 나시오날이 출범하고 프리메라 B 메트로폴리타나는 수도권 팀들만 참가하는 3부 리그로 내려앉게 되었다.
| 기간          | 리그 명칭                                                     | 디비시온 |
| ------------- | ------------------------------------------------------------- | -------- |
| 1935년~1948년 | 세군다 디비시온 (Segunda División)                            | 2부      |
| 1949년~1985년 | 프리메라 디비시온 B (Primera División B)                      | 2부      |
| 1986년~       | 프리메라 B 메트로 폴리타나 (Primera División B Metropolitana) | 3부      |

## 리그 진행 방식
홈 앤드 어웨이 방식의 단일리그로 진행되어 통합 순위에 따라 우승 팀을 가린다. 1993/94 시즌부터 아페르투라와 클라우수라로 나뉘어 진행되던 리그는 2007/2008 시즌부터 다시 통합리그로 바뀌어 진행되고 있다.

### 승격과 강등
매 시즌 종료후 우승 팀은 2부 리그로 바로 승격하고, 2위부터 9위팀까지 여덟 개 팀은 2부 리그 팀과의 프로모시온(Promoción)에 진출할 팀을 결정하기 위한 플레이오프, 레두시도(Torneo Reducido)를 펼친다.
최하위(21위) 팀은 4부 리그인 프리메라 C 메트로폴리타나로 바로 강등되며, 바로 윗 순위(20위) 팀은 4부 리그 레두시도(Torneo Reducido) 승리팀과 프로모시온을 갖는다.

## 같이 보기
- 아르헨티나 축구 리그 시스템
- 프리메라 B 나시오날